# Siete Iglesias de Trabancos
Siete Iglesias de Trabancos ist ein nordspanischer Ort und eine Gemeinde (municipio) mit 419 Einwohnern (Stand: 2024) in der Provinz Valladolid in der autonomen Region Kastilien-León.

## Lage
Siete Iglesias de Trabancos liegt in der kastilischen Hochebene in einer Höhe von etwa 725 m. Die Provinzhauptstadt Valladolid befindet sich knapp 50 km (Fahrtstrecke) nordöstlich. Durch die Gemeinde führt die Autovía A-62. Das Klima im Winter ist durchaus kalt, im Sommer dagegen warm bis heiß; die spärlichen Regenfälle (ca. 444 mm/Jahr) fallen verteilt übers ganze Jahr.

## Bevölkerungsentwicklung
| Jahr      | 1970 | 1981 | 1991 | 2001 | 2011 | 2021 |
| Einwohner | 788  | 790  | 719  | 608  | 555  | 427  |

Der deutliche Bevölkerungsanstieg im 20. Jahrhundert ist im Wesentlichen auf die Zuwanderung aus den ländlichen Gebieten in der Umgebung zurückzuführen (Landflucht).

## Sehenswürdigkeiten
- Pelagiuskirche (Iglesia de San Pelayo)
- Christuskapelle

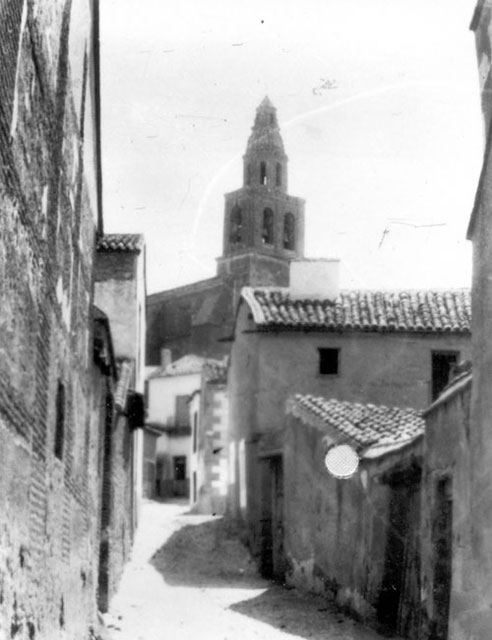
Pelagiuskirche

## Persönlichkeiten
- Juan José Román (* 1962), Kanute, Weltmeister über 500 Meter und Vizeweltmeister über 1000 Meter 1991